# Elvis Dumervil
Elvis Kool Dumervil (født 19. januar 1984 i Miami, Florida, USA) er en amerikansk football-spiller, der spiller som linebacker for NFL-holdet Baltimore Ravens. Han har tidligere spillet for Denver Broncos fra 2006 til 2012.
Dumervils præstationer blev i 2009 belønnet med udtagelse til NFL's All-Star kamp, Pro Bowl.

## Klubber
- 2006-2012: Denver Broncos
- 2013-: Baltimore Ravens